# 寶新金融
寶新金融集團有限公司，簡稱 '寶新金融 , 前稱中國金洋集團有限公司，中國金洋集團，及中國金洋（港交所：1282），於1996年由王國芳（前主席和首席執行官）、配偶程佩儀創立名為「世逸國際有限公司」，前身為「世達科技（控股）有限公司」。
主席及首席執行官姚建輝，為業務在全球當時經營生產和銷售自動化相關的設備和服務、電容式觸摸板、電容式觸摸屏控制器和模板、指紋生物識別設備、無線充電器設備、等離子光源產品、高速通訊和汽車，現時全球經營生產壹系列高科技產品；買賣自動化相關設備並提供相關服務；以及策略性投資及發展主要與生物安全、高速無綫數據傳輸及通訊有關的技術。
招股價為1.7港元，全球發售為8.61億股，集資額為15億港元。股份在2010年12月15日於港交所主板上市。
2016年8月，中國金洋完成收購中國銀盛旗下在香港的六間公司，包括證券、資產管理、財富管理、金業等。

## 連結
寶新金融集團（页面存档备份，存于）
寶新金融控股有限公司 （页面存档备份，存于）
寶新財富管理有限公司（页面存档备份，存于）
寶新資產管理有限公司（页面存档备份，存于）
寶新證券有限公司（页面存档备份，存于）
寶新金業有限公司（页面存档备份，存于）
寶新信貸有限公司（页面存档备份，存于）
上海雄愉投资管理有限公司 （页面存档备份，存于）